# Universitätsplatz (Halle)

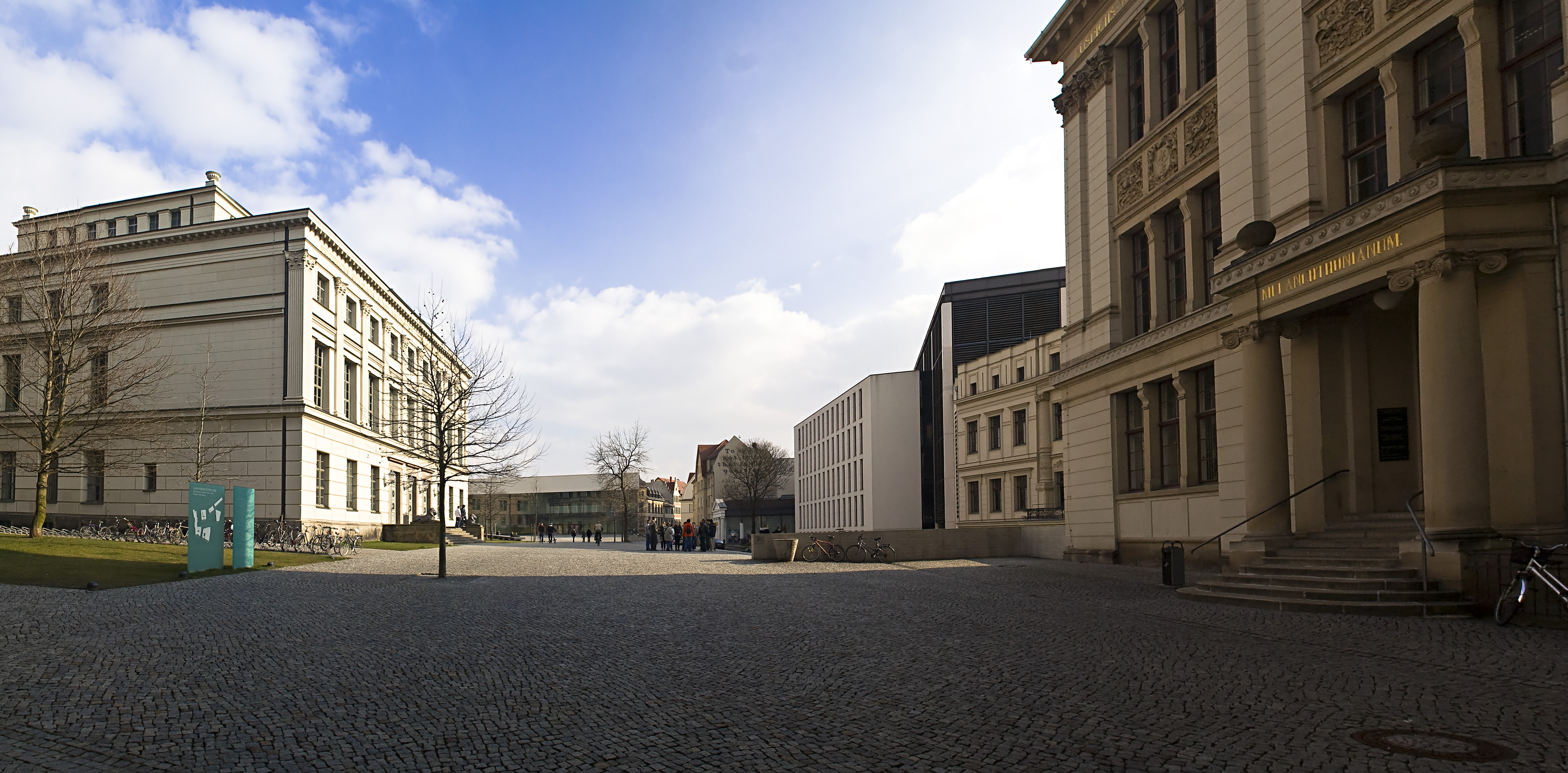
Universitätsplatz mit Löwengebäude (links), Auditorium maximum (Glasbau im Hintergrund), Juridicum (Neubau 3. von rechts), Franz-von-Liszt-Haus (2. von rechts) und Melanchthonianum (rechts)

Der Universitätsplatz befindet sich im Norden der Altstadt von Halle (Saale) am Universitätsring auf dem Gelände des früheren Franziskanerklosters (1828 abgerissen) und des Stadtgymnasiums. Seine Bebauung zur universitären Nutzung durch die Universität Halle-Wittenberg begann mit der Errichtung des sogenannten Löwengebäudes zwischen 1832 und 1834, eines im spätklassizistischen Stil gehaltenen Auditoriengebäudes von Ernst Friedrich Zwirner.

## Bauliche Gestaltung

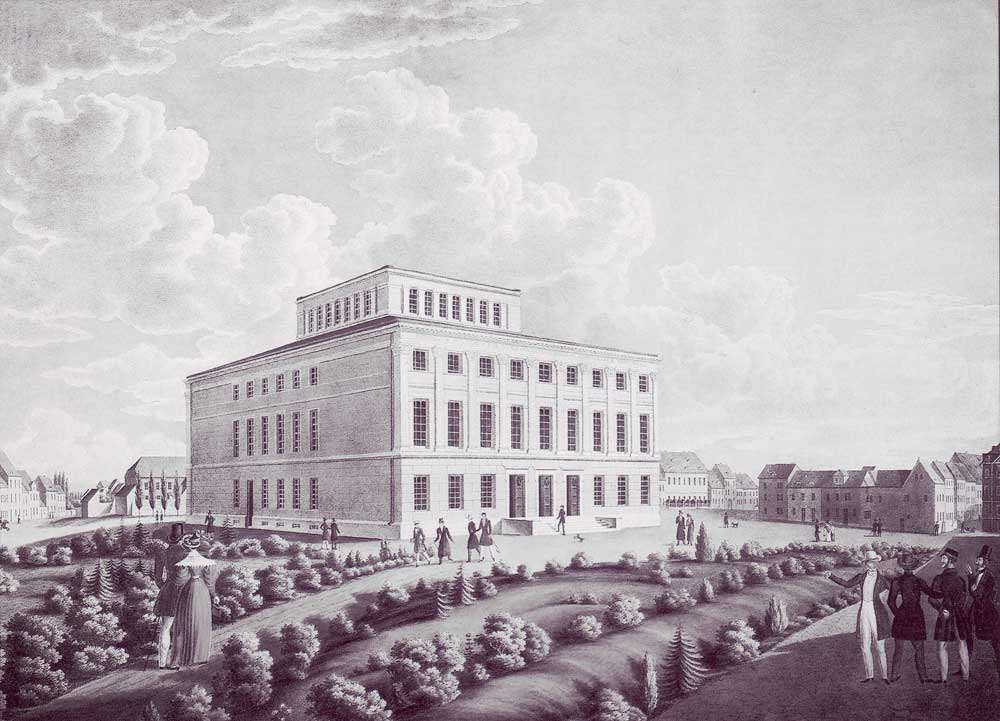
Das Universitätsgebäude in Halle 1836 (heute Löwengebäude)

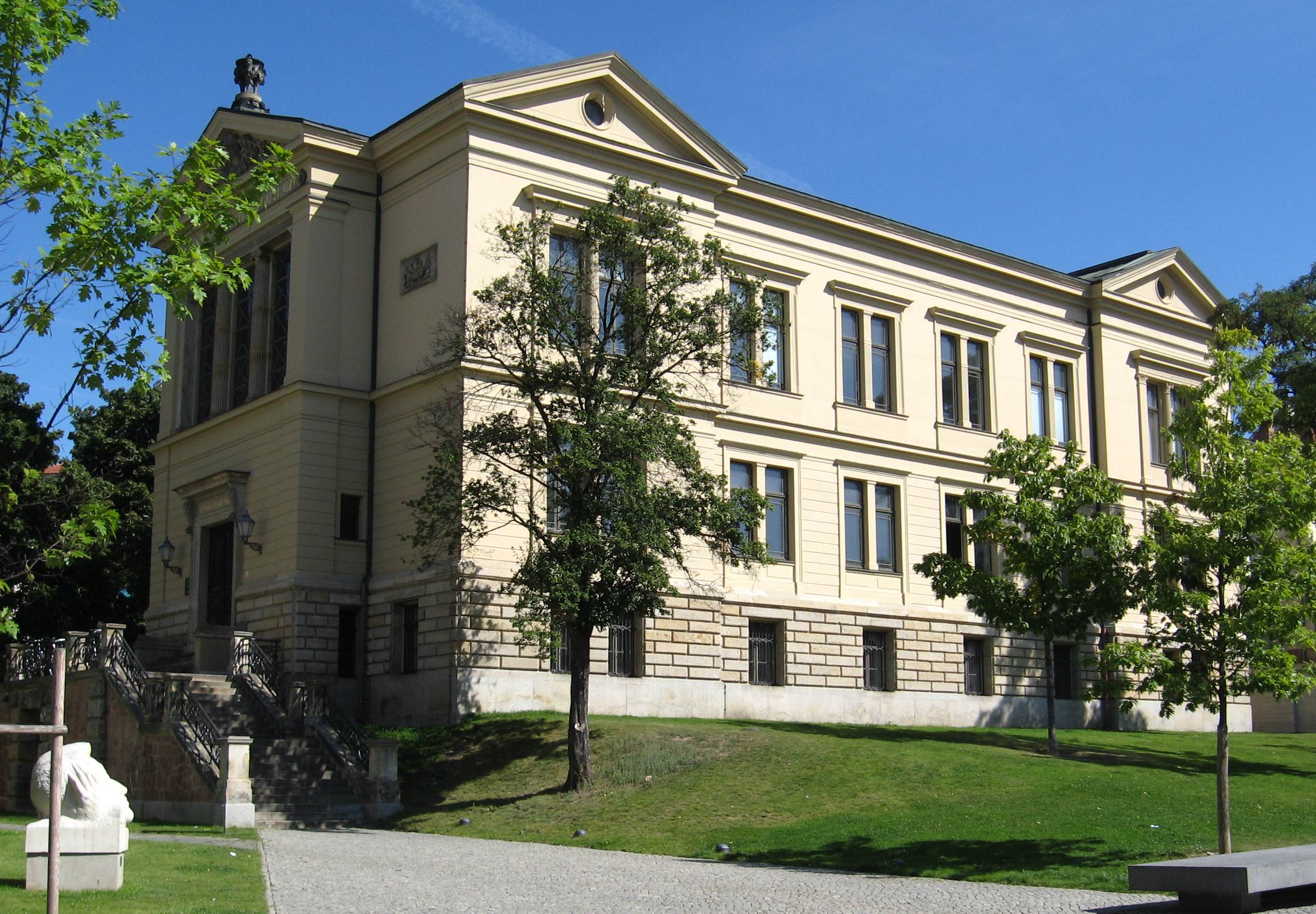
Das Robertinum am Universitätsplatz (Halle) mit steinernem Denkmal von Heinrich Heine (links)

1872 wurde ein neues Rektoratsgebäude, das sogenannte Uhrengebäude, hinzugefügt. In der Zeit danach folgten als Seminargebäude das Robertinum (1889; Carl Hagemann & Otto Kilburger), das Melanchthonianum (1900–1902; Georg Thür & Hans Stever) und das Thomasianum (1910; Robert Huber), allesamt in ebenfalls klassizistischem Stil. 
In neuerer Zeit wurde die Platzrandbebauung mit dem Neubau des Juridicums mit der juristischen Bibliothek (1998) und dem neuen Auditorium maximum (2002) vervollständigt (Architekt in beiden Fällen Gernot Schulz). Der Platz hat ein starkes Nord-Süd-Gefälle, das durch den Bau einer neuen breiten Treppe überwunden wurde, die nahezu die volle Länge des Platzes ausnutzt und nicht nur Studierende zum Verweilen anregt. Architekt war ebenfalls Gernot Schulz. In diese wurde auch eine Rampe integriert, damit die Treppe nicht ein neues Hindernis darstellt. Diese ist zugleich Hauptaufgang vom Markt aus. Zuvor befand sich dort unterirdisch der Rest eines Bunkers aus dem Zweiten Weltkrieg. So ist binnen 170 Jahren ein harmonisches Platzensemble entstanden, bei dem die Neubauten stets die Bausubstanz ergänzten, ohne sie zu dominieren. Bis heute ist das Löwengebäude auch Dominante des Universitätsplatzes geblieben.

## Kunstwerke und Denkmäler

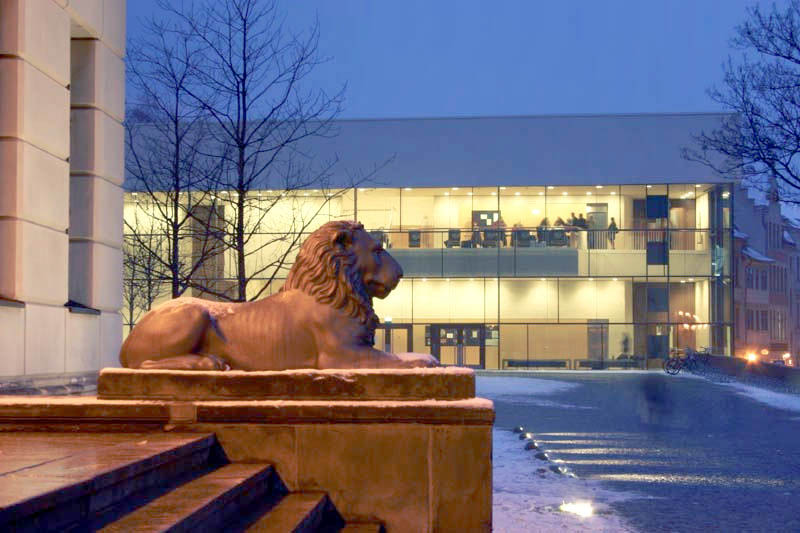
Einer der Löwen des Löwengebäudes, im Hintergrund das neue Auditorium maximum

Vor dem Hauptgebäude befinden sich zwei Löwen, die ehemals Teil des Marktbrunnens waren. Sie gaben dem Gebäude seinen volkstümlichen Namen. Geschaffen wurden sie von Johann Gottfried Schadow für ein Denkmal im schlesischen Bunzlau (heute Bolesławiec), doch einen der Abgüsse erwarb die Stadt Halle 1822 und integrierte ihn 1823 in den Neubau des Marktbrunnens. Nachdem dieser beseitigt wurde, kamen die Löwen 1868 vor das Universitätshauptgebäude.
Im Rückraum des Robertinums findet sich am Universitätsring eine Gedenkplatte für Anton Wilhelm Amo (1975) sowie ein Afrikanisches Studentenpaar (1964/65; Gerhard Geyer), das ebenfalls ihm gewidmet ist. An den Schriftsteller Curt Goetz erinnert eine Statue (ca. 2004; Michael Weihe) vor der Kulturinsel, die den Platz gen Südwesten abschließt. Heinrich Heine gedenkt eine liegende Büste vor dem Löwengebäude (2002; Jens Bergner). Sie erinnert zugleich an das erste preußische Heinrich-Heine-Denkmal, das 1912 im hallischen Ortsteil Trotha entstanden war, und 1933 zerstört wurde. 2008 wurde eine Gedenktafel zur Erinnerung an die Bücherverbrennung in Form einer Bodentafel enthüllt. An den Schmierentheaterdirektor Emanuel Striese aus der Komödie Der Raub der Sabinerinnen erinnert eine Skulptur (1994; Lothar Sell).